# Listriella bahia
Listriella bahia är en kräftdjursart som beskrevs av Harold Hall McKinney 1979. Listriella bahia ingår i släktet Listriella och familjen Liljeborgiidae. Inga underarter finns listade i Catalogue of Life.